# 一夕二聴なつメロ大全集
一夕二聴なつメロ大全集（いっせきにちょうなつめろだいぜんしゅう）とは、KBS京都で1985年4月1日から1988年4月3日まで放送されたラジオ番組。
この番組の前々身番組は「上岡龍太郎のナツメロ歌謡曲」（1975年4月7日〜1979年3月30日）、前身番組は「上岡龍太郎のなつメロ大全集」（1979年4月2日〜1985年3月29日）である。本項ではこれら全てについても説明。

## 概要
「上岡龍太郎のナツメロ歌謡曲」「上岡龍太郎のなつメロ大全集」では上岡龍太郎が月曜日から金曜日までの全曜日（1984年4月からは金曜日が別番組枠になったため、木曜日まで）に出演していたが、上岡のスケジュールの都合で月曜日・火曜日の出演になり、水曜日・木曜日には二代目桂春蝶が担当して、番組名が改められた。
1985年からはテレビでも2時間同時放送になった（月曜日～木曜日 15:00 - 17:00）。それゆえ、テレビとラジオが同じ内容で放送されることや、夕方のワイド番組であることを意識し、「一石二鳥」という四字熟語からパロディー化した「一夕二聴（いっせきにちょう）」のタイトルが付けられた。なおテレビ放送開始に伴い、リクエスト曲の流し始めから流し終わりまでにホワイトボードでイラストの一枚画を描く担当の女性が新たに設けられ、「お絵描きギャル」と称された。ラジオカー
担当者も同様に「お出かけギャル」「お出かけマン」と称している。
1986年当時は、街に出たラジオカーからの中継で、街頭でリクエストしてくれた人の中から2名と、はがきでのリクエストで採用されたリスナーの中から3名に毎日当番組オリジナルのテレホンカードがプレゼントされていた。

## 放送時間
上岡龍太郎のナツメロ歌謡曲
- 月曜日～金曜日 18:00 - 18:52 （1975年4月7日〜1979年3月30日）

上岡龍太郎のなつメロ大全集
- 月曜日～金曜日 16:30 - 18:00 （1979年4月2日〜1984年3月30日）
- 月曜日～木曜日 16:30 - 18:00 （1984年4月2日〜1985年3月29日）

一夕二聴なつメロ大全集
- 月曜日～木曜日 15:00 - 17:35 （1985年4月1日〜1988年4月3日）

## 出演者
- パーソナリティ
  - 上岡龍太郎 （「ナツメロ歌謡曲」月〜金 →「上岡龍太郎のなつメロ大全集」月〜金 → 1984年4月から月〜木 →「一夕二聴」月曜・火曜）
  - 二代目桂春蝶 （「一夕二聴」水曜・木曜）
- アシスタント
  - 内海裕子 （「ナツメロ歌謡曲」時代）
  - 水野潤子 （「上岡龍太郎のなつメロ大全集」時代）
  - 江本龍彦 （「上岡龍太郎のなつメロ大全集」 → 「一夕二聴」時代）
  - 村上祐子 （「一夕二聴」時代）
  - 西崎玲子 （「一夕二聴」時代、桂春蝶のアシスタント　1987年まで）
  - 大石良一（「一夕二聴」時代）
  - 中村恵美子[5]
  - 古川恵子（ラジオカー）（「一夕二聴」時代、1987年まで）
  - 岡本よしみ（ラジオカー）（「一夕二聴」時代、1987年から）

## コーナー・タイムテーブル

### 「上岡龍太郎のなつメロ大全集」時代
- お笑い歳時記 （1982年3月まで）
- 格言・名言・大放言 （1982年4月から）
- 街角リクエスト
- ニュース・交通情報・明日の交通取締情報

### 「一夕二聴」時代
- かたつむり大作戦なつメロコーヒーブレイク
- 得々放談 （1987年まで）
- 今週のレコード室
- クローズアップ京都
- 街角ジャンケンポン → 街角イントロクイズ
- 街角リクエスト
- 想い出は歌とともに
- なつメロテーマリクエスト （1987年から）
- ワンポイント歌謡曲
- 夕刊ひろい読み
- 芸能スポーツ談義
- ニュース・交通情報・天気予報・明日の交通取締情報・京都婦警だより（木曜日）